# Damian Walczak
Damian Walczak (Bełchatów, Łódź, 29 de juliol de 1984) és un ciclista polonès, professional des del 2005 al 2013.

## Palmarès
- 2008
  - 1r al Gran Premi San Giuseppe
- 2012
  - 1r a la Puchar Ministra Obrony Narodowej
  - Vencedor d'una etapa de la Volta a Bulgària